# 김구륜
김구륜(金仇輪)은 신라(新羅)의 왕자(王子)이다. 김옥륜(金玉輪)이라고도 한다.
견훤(甄萱)이 그의 후손(侯孫)이다.

## 가계
- 아버지 : 진흥왕(眞興王)
- 어머니 : 사도왕후 박씨(思道王后 朴氏)
  - 형제 : 동륜태자(銅輪太子)
  - 형제 : 진지왕(眞智王)
  - 부인 : 반야공주 김씨(般若公主 金氏)
    - 아들 : 김수품(金水品)
    - 며느리 : 천장낭주(天長娘主)
      - 손자 : 김천광(金天光)

  - 부인 : 보화공주(宝華公主)
    - 아들 : 김선품(金善品)
      - 손자 : 김순원(金順元)
      - 손녀 : 자의왕후 김씨(慈儀皇后 金氏)
      - 손녀 : 운명궁주 김씨(雲明宮主 金氏)
      - 손녀 : 야명궁주 김씨(夜明宮主 金氏)
      - 손자 : 김작진(金酌珍)